# ایوان فرانکو
ایوان فرانکو (اوکراینی: Іван Якович Франко؛ august 27 [سبک قدیمی: august 15] 1856 – may 28 [سبک قدیمی: may 15] 1916) شاعر، نویسنده و کنشگر اهل امپراتوری اتریش بود.
از سال ۲۰۱۵ یک جایزه برای دستاوردهای علمی-ادبی به نام وی اهدا می‌شود، همچنین موزه‌ای به نام وی در کانادا وجود دارد.